# Madori
Madori är en ort i Burkina Faso.   Den ligger i provinsen Gnagna Province och regionen Est, i den östra delen av landet, 190 km öster om huvudstaden Ouagadougou. Madori ligger 264 meter över havet och antalet invånare är 1 577.
Terrängen runt Madori är mycket platt. Runt Madori är det ganska glesbefolkat, med 43 invånare per kvadratkilometer.. Närmaste större samhälle är Léoura, 17,3 km söder om Madori.
Trakten runt Madori består i huvudsak av gräsmarker.